# Hovhannes Hovhannisian
Hovhannes Hovhannisyan, en arménien : Հովհաննես Հովհաննիսյան, né le 26 avril 1864 à Etchmiadzin et mort le 29 septembre 1929 à Erevan, est un poète, linguiste, traducteur et enseignant arménien. Il est considéré comme un des pionniers du mouvement littéraire Ashkharabar et un grand défenseur de la littérature arménienne. Il est également considéré comme le père de la poésie arménienne classique.
Il est enterré au Panthéon Komitas à Erevan.

## Biographie
Hovhannisian est né dans une famille paysanne à Etchmiadzin. Il a fréquenté l'école paroissiale en Arménie avant d'étudier à Moscou.
En 1889, il visite l'Europe en particulier les villes de Constantinople, Londres, Paris et Vienne. Hovhannisian retourne ensuite à Etchmiadzin et devient enseignant jusqu'en 1912.
Hovhannisian a considérablement enrichi les ressources disponibles en arménien moderne que ce soit au travers son propre travail ou avec ses traductions. Avec l'écrivain russe Valery Bryusov, il fut le premier à traduire d'anciens manuscrits arméniens en arménien moderne. Il a également traduit des œuvres d'auteurs classiques et contemporains, dont Homère, Shakespeare, Goethe, Hugo, Ibsen, Nekrasov, Pouchkine et Schiller.
Il était un partisan de la Révolution russe de 1917 et de la création de l'Union soviétique. En 1922, il est membre du Conseil des commissaires du peuple et participe à la création de la RSS d'Arménie.

## Œuvres

### Poésie
- Աղբյուր, 1883
- Ա՜խ, տվեք ինձ քաղցր մի քուն, 1884
- Բանաստեղծություններ, 1887
- Իզուր է, հոգիս, իզուր, իմ հրեշտակ, 1885
- Կուզեի լինել կարկաչուն վտակ, 1888
- Երկու ճանապարհ, 1883
- Մնաք բարով, արև, գարուն, 1887
- Աշուղ, 1887
- Գյուղի ժամը, 1886
- Հատիկ, 1886
- Արազն եկավ լափին տալով, 1887
- Ալագյազ բարձր սարին, 1901
- Տեսե՞լ ես արդյոք այն բլուրները, 1880
- Մայրս, 1896
- Տղմուտ, 1887
- Նոր զարուն, 1897
- Սարն ի վեր, 1896
- Սյունյաց իշխանը, 1887

### Essais
- Սրտավազդ, 1887
- Վահագնի ծնունդը, 1904
- Լուսավորչի կանթեղը, 1904